# Bill Compton
William Thomas "Bill" Compton es un vampiro ficticio en The Southern Vampire Mysteries , una serie de libros de la autora Charlaine Harris. Se le presenta en la primera novela de la serie, Dead Until Dark, y ha aparecido en todas las novelas posteriores desde entonces. En la adaptación televisiva, True Blood, fue interpretado por el actor Stephen Moyer.
Bill Compton es un vampiro y en ocasiones amante de la protagonista de la serie, Sookie Stackhouse. A veces los lugareños de la ciudad ficticia de Bon Temps, Luisiana, se refieren a él como "Vampiro Bill".

## Biografía
Según la serie de libros, Bill nació el 9 de abril de 1840. Como humano, vivió en Bon Temps. Era un granjero casado y con varios hijos. Antes de convertirse en vampiro, Bill era contador fiscal, donde se destacaba por ser un trabajador excepcional. Bill fue un soldado confederado durante la Guerra Civil.
En 1865, una vampira llamada Lorena convirtió a Bill en vampiro. Continuó teniendo una relación larga y tormentosa con su creador. 
Después de la Gran Revelación, Bill decide "integrarse" y coexistir pacíficamente con los humanos. Regresa a su hogar ancestral en Bon Temps. Más adelante en la serie, después de que Bill descubre que está relacionado con la familia Bellefleur, en secreto les proporciona fondos para la reparación de su casa familiar.
A raíz de sus preocupaciones sobre el sheriff del Área Cinco, Eric Northman, Bill solicita y es designado el puesto de investigador del área. Más adelante en la serie, se revela que Bill fue enviado a investigar las habilidades telepáticas de Sookie por la reina Sophie-Anne.
Si bien la mayoría de los vampiros mayores tienen buena memoria, Bill tiene una capacidad excepcional para recordar detalles, rostros y conversaciones precisos. Bill gestiona y distribuye una base de datos de todos los vampiros de América del Norte . Debido a posibles problemas de seguridad, la base de datos sólo está disponible para su compra por parte de otros vampiros.

#### Relación con Sookie Stackhouse
En Dead Until Dark, Sookie salva a Bill de ser "drenado" por un marido y una mujer que buscan vender su sangre para obtener ganancias. (La sangre de vampiro, conocida coloquialmente como "V" en la serie, es una droga altamente adictiva que mejora el rendimiento, afrodisíaco y alucinógeno para los humanos). Bill salva a Sookie con su sangre cuando la pareja busca venganza más adelante. A pesar de la intolerancia anti-vampiros de los lugareños de Bon Temps, Bill y Sookie comienzan una relación romántica.
La relación de Sookie y Bill se desmorona cuando su creadora, Lorena, lo atrapa en Mississippi. En Definitely Dead, la relación termina decisivamente cuando Eric descubre e informa a Sookie sobre la misión de Bill de investigarla para la Reina Vampiro de Luisiana. Una vez que termina su relación romántica, Bill continúa apareciendo en las novelas. Se convierte en un amigo de confianza de Dead Reckoning .

### True Blood
Bill apareció por primera vez en el video "Bon Temps Vampire Speaking" publicado en BloodCopy.com, uno de los diecisiete sitios web oficiales creados para complementar la serie original de HBO True Blood.  Bill es uno de los cuatro personajes que aparecen en cada episodio, los otros tres son la protagonista Sookie Stackhouse, su hermano Jason y la cocinera de comida rápida de Merlotte's Bar and Grill, Lafayette Reynolds.
La historia de Bill en el programa de televisión difiere significativamente de la de las novelas. En la primera temporada, como castigo por apostar a otro vampiro, se ve obligado a crear su primera progenie convirtiendo a una adolescente en vampiro.
La creadora de Bill, Lorena, es apostada y asesinada por Sookie en la tercera temporada. Cuando Bill necesita desesperadamente sangre, Sookie se corta el brazo para alimentarlo. Bill casi la deja sin aliento. Después de ser expulsado a la luz del sol, Bill descubre que la sangre de las hadas hace que los vampiros sean temporalmente inmunes al sol.
En la cuarta temporada, Bill se convierte en el Rey Vampiro de Luisiana después de dar un golpe de Estado contra la Reina Sophie Anne con la ayuda de la Autoridad.
Se convierte en un antagonista durante gran parte de la quinta y sexta temporada después de beber la sangre de Lilith (conocida como la progenitora de la raza vampírica). Después de consumir su sangre, Bill es destruido y resucita como un vampiro más poderoso que es: resistente a las apuestas; ya no necesita una invitación para entrar en un hogar humano; e involuntariamente experimenta visiones del futuro. También es capaz de comandar a Warlow, la única progenie conocida de Lilith y el entonces interés amoroso de Sookie.
En la última temporada, Bill se infecta con "Hepatitus-V": un virus mortal diseñado genéticamente por el gobierno humano para exterminar vampiros. En lugar de tomar una cura, Bill elige sufrir la "muerte verdadera". Convence a Sookie para que lo estaque en la tumba hecha por su presunta muerte durante la Guerra Civil. 

## Representación y recepción

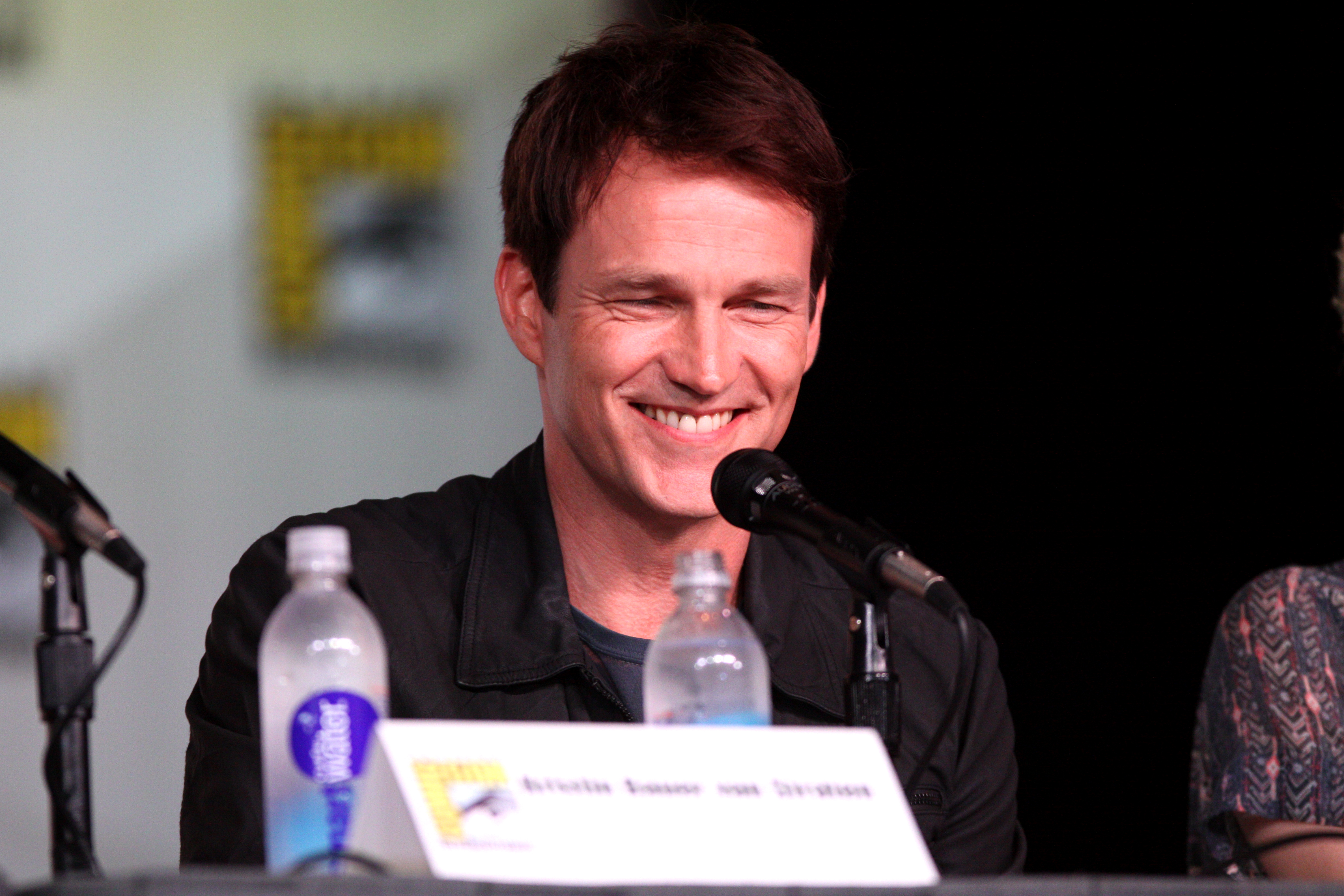
Stephen Moyer hablando en la San Diego Comic-Con International 2012 en San Diego, California.

En 2011, el actor Stephen Moyer ganó el premio Saturn al mejor actor de televisión por su interpretación de Bill Compton en True Blood. 
"No es casualidad que Bill mate a tanta gente en la primera temporada como un asesino. Es un asesino. No puede evitarlo", dijo el actor Stephen Moyer. "También es un hombre que lo ha perdido todo; desde una guerra hasta su familia y su mortalidad, por lo que tiene patetismo; su melancolía y anhelo son atractivos para interpretar. Bill se convierte en un barómetro moral para el programa". 
True Blood se entendió popularmente como una alegoría del movimiento por los derechos civiles y la lucha por los derechos de los homosexuales (aunque el creador de la serie , Alan Ball, lo reconoció, pero se desvió y, en ocasiones, lo desanimó)     "Hay No hay duda de que True Blood tenía esos paralelos", dijo Stephen Moyer en respuesta a esta lectura. "Incluso dijimos 'Saldremos del ataúd'; no fue una metáfora velada". 